# 黃希英
黃希英（1475年—1530年），字如英，號斗塘，福建莆田縣人。明朝官員。

## 生平
弘治十一年（1498年）戊午科福建鄉試第四十九名，三十一歲登弘治十八年（1505年）乙丑科進士，曾任江西上饒縣知縣。正德七年（1512年）調任直隸上海縣知縣。為官寬仁，有長者之風。历贵州镇远府知府，升长芦盐运使，未到任卒。

## 著作
工诗文，有《斗塘诗集》一卷，已佚。

## 家族
曾祖父黃子嘉。祖父黃某。父黃乾剛，母方氏。重庆下。從兄黃如金，同榜進士。弟黄希护，贡士。